# Пътят към кея на Уиган
Пътят към кея на Уигън е книга на английския писател Джордж Оруел, публикувана за първи път през 1937 г. Първата половина на този труд документира социологическите му изследвания на мрачните условия на живот сред работническата класа в Ланкашър и Йоркшър в индустриалния север на Англия преди Втората световна война. Втората половина е дълго есе за възпитанието му сред средната класа и развитието на политическата му съвест, като поставя под въпрос отношението на британците към социализма. Оруел ясно заявява, че самият той е за социализма, но смята за необходимо да посочи някои причини, поради които много хора, които биха се облагодетелствали от социализма и логично би трябвало да го подкрепят, е вероятно на практика да му бъдат силни противници.
Според биографа на Оруел – Бернар Крик – издателят Виктор Голанц първо се опитва да убеди агента на Оруел да разреши изданието на „Клуба на лявата книга“ (the Left Book Club) да се състои единствено от описателната първа половина на книгата. Когато получава отказ, Голанц написва увод към нея. „Виктор не можеше да понесе да се откаже от книгата, въпреки че предложението му да се пропусне „отвратителната“ втора част от изданието на Клуба беше отхвърлено. По този повод Виктор, макар и нервно, надмогна възраженията на Комунистическата партия в полза на издателския си инстинкт. Компромисът му беше да публикува книгата с [увод], изпълнен с добра и нечестна критика, както и полуистини.“.
Книгата грабва „със социалната и историческа реалност на трудностите породени от Голямата депресия в северната част на Англия, – Оруел не желае просто да изброи злини и несправедливости, а да проникне отвъд това, което той възприема като забрава на средната класа, – корективът на Оруел за подобно лицемерие е на първо място потапяне в собственото му тяло – върховна мярка за истина за Оруел – директно към изживяването на нищетата.“.

## Предистория
На 15 януари 1936 г. Оруел представя на Голанц машинописния текст на „Поддържайте летенето на Аспидистра“. В някакъв момент в следващите няколко дни Голанц го моли да обмисли нов проект – написване на книга за безработицата и социалните условия в икономически депресираната Северна Англия. В периода от 31 януари до 30 март 1936 г. Оруел живее в Уигън, Барнсли и Шефилд, проучвайки за книгата. 
Голанц бил не само успешен издател, но и отдаден социален реформатор. „Като социален реформатор, социалист и идеалист, Голанц изпитваше безспорна, може би свръхоптимистична вяра в образованието; само ако хората можеха да узнаят за естеството на бедността, смяташе той, те биха искали да я изкоренят, да премахнат от властта правителството, което я допуска, и да трансформират икономическата система, която я е създала."  Като успешен издател обаче той знаеше, че за да достигне до голяма аудитория му е необходимо нещо повече от съвкупност от факти, статистика, графики и догматични заключения.
Мнението, че това е била определена комисия с £500 аванс – за времето се е равнявал на доходите на Оруел за две години – се основава на спомен на Джефри Горър, който е интервюиран през 1970 г. за телевизионната програма на Мелвин Браг наречена Омнибус (Omnibus). Той съобщава, че Голанц е предложил на Оруел 500 британски лири, за да гарантира пътуването му, но Оруел никога не би поискал подкрепата на Голанц. Скорошните биографи обаче не се уповават на това сведение. На 1 април 1936 г. Оруел наема малка къща в отдалеченото село Уолингтън, Хертфордшир, където пише „Пътят към кея на Уигън“. Биографът Майкъл Шелдън посочва, че наемът за вилата е бил по-малко от £2 на месец. 
Освен приходите си от земята, Оруел допълва доходите си, като превръща къщичката в местния селски магазин. И все пак, пишейки на Джак Комън за подготовката на магазина през април 1936 г., „Оруел звучи по-скоро като затруднен в това да намери 20 лири, за да напълни рафтовете си, отколкото като човек получил 500 паунда няколко месеца по-рано“.  Когато става дума за сключване на брак, Оруел пише на Горър: „Никога не трябва да се женя по икономически оправдания, така че нека бъде неоправдано, както сега така и за вбъдеще.“ Д. Дж. Тейлър твърди, че тези фактори и фактът, че Голанц не е човек, който би се разделил с такава сума заради инвестиция предполага, че Горер бърка евентуалните печалби на Оруел от книгата с малък принос за разходи под формата на джобни пари, които Голанц може да му е отпуснал. 
Оруел започва пътуването в последния ден на януари 1936 г., като напуска работата си в „Ъгъла на Книголюбците“ („Booklovers' Corner“) и апартамента си в Кентиш Таун; той няма да заживее отново в Лондон до 1940 г. Той не прави никакви планове, но Ричард Рийс обеща да му изпрати имена на хора на Север в контакт с Аделфи или Лятната Школа му школа, които може да му помогнат – Оруел също така създава мрежа от контакти чрез Националното Движение за Безработни. Един от тези контакти на НДБ бил Джак Хилтън, автор от работническа класа живеещ в Рочдейл. Оруел пише до Хилтън в търсене на квартира и искайки съвет относно маршрута му. Хилтън не успява да му предостави квартира, но му предлага да пътува до Уигън, а не до Рочдейл, „защото там има миньори, а те са добър материал“. През следващите два месеца Оруел следва маршрут от Бирмингам до Манчестър до Лийдс. От 31 януари до 25 март той си води дневник, в който е записан нередактирания материал, който той ще доразвие в първата част на „Пътят към кея на Уигън“. 
В продължение на три седмици през февруари 1936 г. той е в Уигън, най-дългата единична спирка, която прави; Март е определен за Йоркшир – Шефилд, Лийдс, Барнсли. До октомври той завършва първата груба чернова на книгата и изпраща крайната версия на Мур през декември. Голанц публикува произведението през „Клуба на лявата книга“, което дава на Оруел далеч по-голям тираж от предишните му творби. Голанц обаче се опасява, че втората половина ще обиди читателите на „Клуба на лявата книга“ и вмъква към произведението смекчаващ предговор, докато Оруел е в Испания. Оригиналното издание включвало 32 илюстрации, които били снимки на уелски миньори на въглища и на гетата в Източния край на Лондон. Изображенията не са подбрани от Оруел и включването им може би не е било негова идея. 

## Структура
Книгата е разделена на два раздела.
Част първа
Джордж Оруел започва да описва живота на работническата класа в мрачните индустриални централи на Западен Мидландс, Йоркшър и Ланкашър. Той прекарва времето си живеейки сред хората и затова неговите описания са подробни и ярки.
Първа глава описва живота на семейство Брукър, финансово по-заможни хора от Северната работническа класа. Те държат магазин и отдават евтини стаи под наем в дома си. Оруел описва старите хора, които живеят в дома и условията им на живот.
Глава втора описва живота на миньорите и условията в мината за въглища. Оруел описва как слиза в мината, за да наблюдава процедурите и обяснява как се разпределят въглищата. Условията на труд са много лоши. Това често е най-цитираната част от книгата.
Трета глава описва социалното положение на средностатистическия миньор. Обсъждат се хигиенните и финансови условия. Оруел обяснява защо повечето миньори всъщност не печелят толкова, колкото са смятали.
Глава четвърта описва жилищната ситуация в индустриалния Север. В региона има недостиг на жилища и затова хората са по-склонни да приемат жилища под нормалния стандарт. Жилищните условия са много лоши.
Глава пета изследва безработицата и Оруел обяснява защо статистиката за безработицата от времето е подвеждаща.
Глава шеста се занимава с храната на обикновения миньор и как, макар че обикновено имат достатъчно пари за храна, повечето семейства предпочитат да си купят нещо вкусно, за да разнообразят скучния си живот. В много случаи това води до недохранване и физически упадък.
Глава седма описва грозотата на индустриалните градове в северната част на Англия.
Част втора
За разлика от прямата документация на първата част на книгата, в част втора Оруел обсъжда значението на социализма за подобряване на условията на живот. Този раздел се оказва противоречив.
Оруел излага първоначалните си предпоставки много просто:
1. Поносими ли са ужасните условия, описани в част първа? (Не)
2. Дали социализмът „ако се приложи чистосърдечно като световна система“ е способен да подобри тези условия? (Да)
3. Защо тогава не всички сме социалисти?

Остатъкът от книгата се състои от опита на Оруел да отговори на последния изключително труден въпрос. Той изтъква, че повечето хора, които са твърдо против социализма, не споделят това мнение по егоистични мотиви или защото не вярват, че системата би работила, а поради по-сложни емоционални причини, които (според Оруел) повечето социалисти разбират погрешно. Той идентифицира пет основни проблема:
1. Класови предразсъдъци. Това е реално и задълбочено. Социалистите от средната класа не си правят услуга, като се преструват, че това не съществува и – прославяйки ръчния работник – са склонни да отчуждават голямата част от населението, което е икономически работническа, но културно средна класа.
2. Машинно поклонение. Оруел смята повечето социалисти са виновни за това. Самият Оруел е скептичен за технологичния прогрес заради самия себе си и смята, че това неминуемо води до изнеженост и упадък. Той посочва, че повечето художествени технически напреднали социалистически утопии са ужасно скучни и глупави. Хърбърт Уелс, по-специално, е критикуван по тези причини.
3. Екстравагантност. От всички видове хора Оруел посочва тези с бради, тези които носят сандали, вегетарианците и нудистите, като допринасящи за негативната репутация на социализма сред по-обикновените хора.
4. Помпозен език. Онези, които пресоляват изреченията си с „въпреки“ и „досега“ и прекалено се вълнуват, когато обсъждат диалектическия материализъм, едва ли ще получат голяма народна подкрепа.
5. Неуспех със съсредоточаването върху върху основите. Социализмът трябва да се отнася до общата приличност и справедливото разпределение на капитал, вместо за политическата ортодоксия или философска последователност.

Представяйки тези аргументи, Оруел влиза в ролята на адвокат на дявола. Той ясно заявява, че самият той е за социализма, но смята за необходимо да посочи причини, поради които много хора, които биха се облагодетелствали от социализма и логично би трябвало да го подкрепят, на практика е по-вероятно да са негови върли противници.
Издателят на Оруел, Виктор Голанц, бил толкова притеснен, че тези пасажи ще бъдат разтълкувани погрешно и че членовете на „Клуба на лявата книга“ (предимно от средната класа) ще бъдат обидени, че добавя предговор, в който излага някои възражения относно твърденията на Оруел във Втора част. Той внушава, например, че Оруел може да е преувеличил дълбокото презрение, което английските средни класи таят спрямо работническата класа, добавяйки обаче, че „може да съм лош съдия по въпроса, тъй като съм евреин и прекарах годините от ранното си юношество в наистина сплотена еврейска общност, сред която не съществуваха този тип класови различия."
Голанц има и други опасения, като например, че Оруел трябва инстинктивно да отхвърли движения като пацифизъм или феминизъм, като несъвместими или контрапродуктивни спрямо социалистическата кауза, и че Оруел разчита твърде много на една лошо дефинирана емоционална концепция за социализма. Голанц твърди, че в „Пътят към Кея на Уигън“ Оруел „не изяснява нито веднъж какво има предвид под социализъм“. Предисловието не фигурира в някои съвременни издания на книгата, въпреки че е включено, например, в първото американско издание на Харкорт Брейс Йованович през 50-те години на миналия век.
По-късно Голанц публикува самостоятелно част първа, против волята на Оруел и решително отказва да публикува „Почит към Каталония“.

## Заглавие на книгата
В радио програма от декември 1943 г. Оруел е попитан какъв е този „кей“ на Уигън, след като Уигън не е на крайбрежието. Той отговоря: „Ами, страхувам се, че трябва да ви кажа, че той не съществува. Пътувах специално, за да го видя през 1936 г. и не успях да го намеря. Някога обаче той е съществувал и съдейки по снимките му, трябва да е бил дълъг около двадесет фута." Първоначалният „кей“ в Уигън е бил място за товарене на въглища, вероятно дървен пристан, където вагонетките от близката въгледобивна мина били претоварвани в баржи. Смята се, че автентичният дървен кей е съборен през 1929 г., като желязото от съоръженията е продадено за скрап.
Въпреки че кей е крайбрежна структура, във Великобритания терминът има конотацията на релаксираща крайморска почивка и забавления. В излъчено радио интервю през 1943 г. Оруел разяснява името Кея на Уигън (Wigan Pier) така: „Уигън е в центъра на минните райони. Пейзажът е осеян предимно с шлакови купища – Уигън винаги е бил символ на грозотата на индустриалните зони. По някое време на един от калните малки канали, които заобикалят града, е имало порутен дървен пристан; и на шега някои го наричат „Кея на Уигън“. Шегата се разпространява на местно ниво, комиците от мюзикълите започват да го споменават и те са тези, които успяват да запазят името живо."
Географски, Кеят на Уигън днес се нарича зоната около плавателния канал в началото на поредицата от шлюзове между Лийдс и Ливърпул.

## Рецензии и критика
Книгата е рецензирана на 14 март 1937 г. от Едуард Шенкс за Сънди Таймс и от Хю Масингъм за Обзървър.
Хари Полит, лидер в Комунистическата партия на Великобритания, рецензира язвително книгата за изданието на „Работнически Всекидневник“ („Daily Worker“) от 17 март 1937 г. въпреки че дори той „беше принуден да признае известни заслуги на първата част“. 
Първоначална реакция
Като цяло първите рецензенти на „Пътят към Кея на Уигън“ хвалят Оруел за описанието му на работническата класа в първа част. Поетесата Едит Ситуел пише „ужасът от началото… е ненадминат. Той изглежда прави за съвременния свят това, което Енгелс направи за този от 1840 – 50. Но с тази разлика, че Оруел е роден писател, докато Енгелс, въпреки огнения му и великолепен дух, просто не беше такъв." Реакциите спрямо втора част, където книгата се трансформира от репортаж в смесица от политика, полемика и селективна автобиография, са по-разнообразни, вариращи от похвала до гняв и възмущение. Рецензията на Артър Калдър-Маршал за „Време и Отлив“ от 20 март 1937 г. възхвалява постижението на Оруел и може да бъде обобщена с първия ѝ ред: „За книгата на г-н Оруел няма какво да се каже, освен да се похвали“.
Това мнение е споделено и в рецензия на Хамиш Майлс за „Нов Държавник и Нация“ от 1 май 1937 г. Майлс пише, че Пътят към кея на Уигън „е жива и оживена книга от началото до края. Честният Тори трябва да възприеме това, което казва и предлага, както и честният социалист“ Дъглас Голдринг, пишещ за Двуседмичното Ревю през април 1937 г., описва книгата като „красива“ и „смущаваща“ и също като Майлс силно препоръчва както на консерваторите, така и на социалистите да я прочетат.  В броя на Tribune от 12 март 1937 г. Уолтър Гринууд нарича част I „автентична и първокачествена“, но е по-раздвоен относно част II: „[В част II, Оруел] в един момент е на едно мнение с теб, а на следващия те провокира нетърпимо. [...] Не мога да си спомня скоро да съм бил толкова вбесен, колкото от някои от нещата, които казва тук.“.
Х. Дж. Ласки, съосновател на „Клуба на лявата книга“, пише рецензия през март 1937 г. в Леви Новини (Left News), където повтаря основните аргументи от предговора на Голанц. Ласки твърди, че част I е „възхитителна пропаганда за нашите идеи“,  но че част II е неправдоподобна: „Но умело изобразявайки болест, г-н Оруел прави като много други добронамерени хора: при нужда от лекарство (той знае, че това е социализмът) той предлага заклинание. Той смята, че призив към „свобода“ и „правосъдие“ на базата на описаните от него факти ще привлече хората вкупом към социалистическата партия. [...] Това мнение се основава на толкова елементарни заблуди, че наистина се колебая дали е необходимо да ги обясня като такива, тъй като толкова много хора споделят мнението на г-н Оруел. Основната му грешка е убеждението, че под свобода и справедливост всички подразбираме едно и също. Това най-категорично не е така.“.
В изданието на „Левите новини“ от април 1937 г. Голанц съобщава, че книгата е предизвикала „както повече, така и по-интересни писма от всяка друга избрана от Клуба книга. Тя постига, може би повече от която и да е предишна книга, целта на Клуба – а именно да провокира размишление и изключително страстна дискусия. Докато членове с подготовка по научен социализъм са изненадани от наивността на втората част, те все пак я смятат за значима, тъй като им показва колко още има да учат." Стански и Авраам, като биографи на Оруел, отбелязват: „Но Голанц и Ласки, вярващи в по-скоро научния, отколкото в емоционалния социализъм, вярвайки (през 1937 г.), че все още е възможно хората да бъдат въоръжени, за да се борят срещу войната и фашизма, са хванати във времево изкривяване: те изостават от историята. В Испания Оруел продължава да се образова – в истинска война срещу фашизма – и много се различава от всичко, предвидено от избирателите на „Клуба на лявата книга“. Това, което е научил, било по-скоро свързано с морала в политиката, отколкото с научния социализъм, а това променило живота му.“
Радио пиеса на Дейвид Понал, Написването на Кея на Уигън, с Адриан Скарбъроу в ролята на Оруел, е излъчена по ББС Радио Четири (BBC Radio Four) през 2010 г.
|  | Тази страница частично или изцяло представлява превод на страницата The Road to Wigan Pier в Уикипедия на английски. Оригиналният текст, както и този превод, са защитени от Лиценза „Криейтив Комънс – Признание – Споделяне на споделеното“, а за съдържание, създадено преди юни 2009 година – от Лиценза за свободна документация на ГНУ. Прегледайте историята на редакциите на оригиналната страница, както и на преводната страница, за да видите списъка на съавторите. ВАЖНО: Този шаблон се отнася единствено до авторските права върху съдържанието на статията. Добавянето му не отменя изискването да се посочват конкретни източници на твърденията, които да бъдат благонадеждни. |